# 居斯特羅大教堂

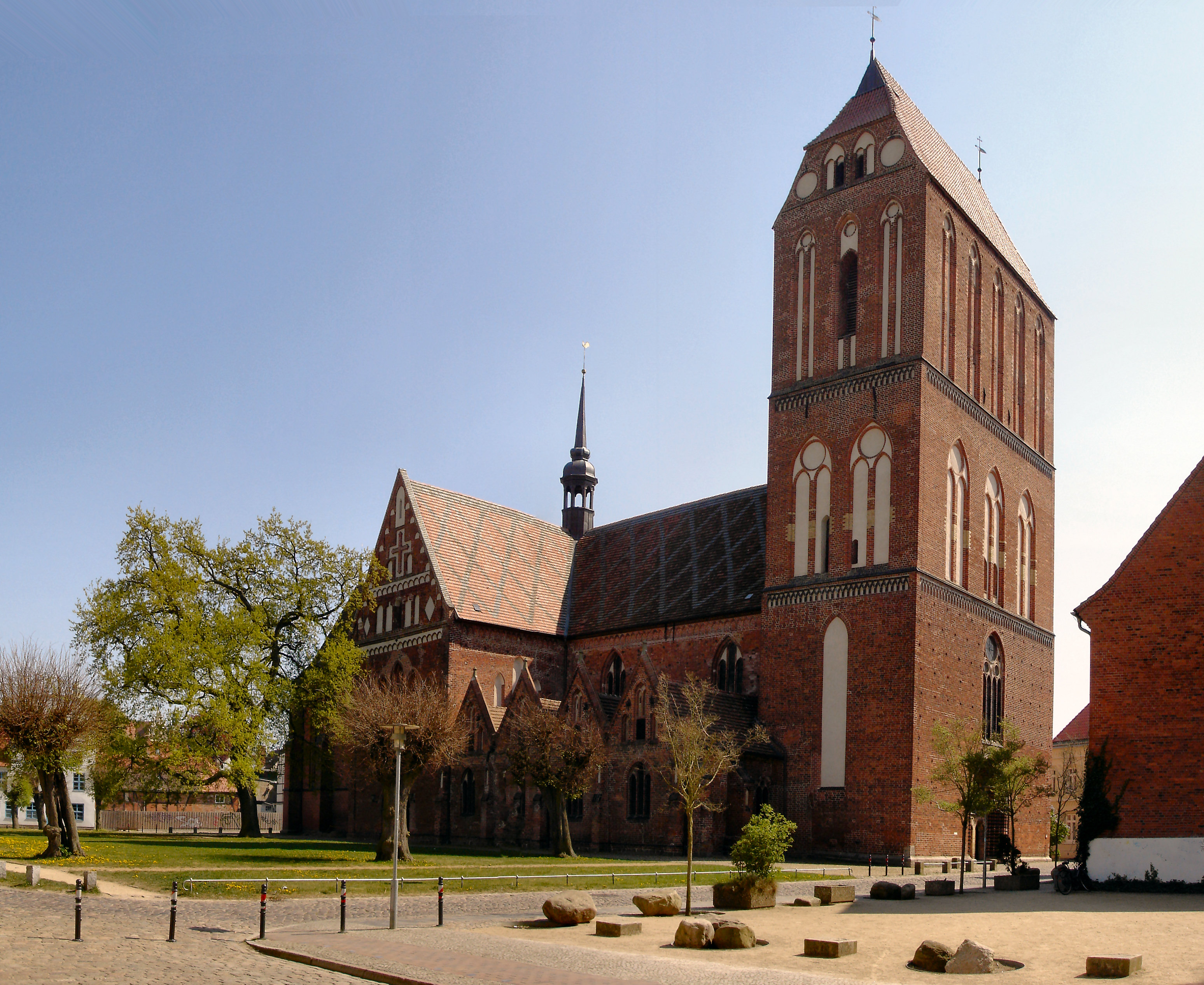
居斯特羅大教堂

居斯特羅大教堂（德語：Güstrower Dom）是位於德國梅克倫堡-前波莫瑞州城市居斯特羅的一座信義宗教堂。居斯特羅大教堂竣工於1335年，是居斯特羅現存建築中歷史最久的。

## 外部連結
- Dom zu Güstrow website （德文）

53°47′27.4″N 12°10′23.8″E / 53.790944°N 12.173278°E